# 赤沙駅
赤沙駅（せきさえき）は、中華人民共和国広東省広州市海珠区新滘東路に位置する広州地下鉄11号線・12号線の駅である。

## 歴史
- 2024年12月28日：11号線の駅として開業[1]。
- 2025年6月29日：12号線の開業に伴い、乗り換え駅となる[2]。

## 駅構造
島式ホーム2面4線を有する地下駅である。内側2線を11号線、外側2線を12号線が使用する。そのため両路線は同一方向での対面乗換が可能となっている。

### のりば
| 番線 | 路線    | 方向   | 行先                       |
| ---- | ------- | ------ | -------------------------- |
| 1    | ■11号線 | 外回り | 員村・天河公園・彩虹橋方面 |
| 2    | ■11号線 | 内回り | 大塘・江泰路・中山八方面   |
| 3    | ■12号線 |        | 大学城南方面               |
| 4    | ■12号線 |        | 二沙島方面                 |

## 隣の駅
広州地下鉄
■11号線
琶洲駅 (11 02) - 赤沙駅 (11 01) - 龍潭駅 (11 31)
■12号線
赤沙北駅 - 赤沙駅 - 北山駅